# Yarrow Mamout
 (décembre 2023).
Yarrow Mamout, né vers 1736 et mort le 19 janvier 1823,, était un entrepreneur peul africain instruit.
Ancien esclavage et propriétaire foncier à Georgetown, Washington, DC. il a obtenu sa liberté en 1796 après 44 ans en tant qu'esclave. James Alexander Simpson (en) et Charles Willson Peale ont peint son portrait, celui de Peale étant conservé au Philadelphia Museum of Art.

## Biographie
Yarrow est né en Afrique de l'Ouest vers 1736. Son nom africain était probablement Mamadou Yarrow (le nom Yarrow Mamout a été popularisé grâce au journal de son portraitiste, Charles Willson Peale),. Il a été kidnappé, réduit en esclavage et emmené de la république de Guinée à Annapolis, dans le Maryland, en 1752 sur le navire négrier Elijah. Membre de la communauté peuls, il parlait la langue peule et savait lire et écrire l'arabe et un anglais rudimentaire. Les historiens pensent qu'il était issu d'une famille musulmane riche et instruite.

## Esclavage
À son arrivée dans le Maryland, Yarrow fut vendu à Samuel Beall, propriétaire d'une plantation à Takoma Park. Il devint le serviteur de Beall et servit plus tard son fils, Brooke. En 1790, Yarrow avait déménagé avec Beall à Georgetown et avait commencé à s'embaucher contre un salaire. Selon des sources contemporaines, Beall lui demandait de remettre le salaire qu'il gagnait pendant la journée, mais lui permettait de conserver le salaire qu'il recevait pour le travail nocturne. Il est devenu un touche-à-tout, travaillant comme briquetier, charbonnier, vannier, conducteur de charrette et débardeur, travaillant de longues heures pour gagner suffisamment d'argent pour acheter sa liberté.
Après 44 ans d'esclavage, Yarrow a obtenu la liberté à l'âge de 60 ans lorsque Brooke Beall est décédé en 1796, affranchi par les esclavagistes qui le croyaient trop vieux pour travailler. Il a immédiatement dépensé 20 £ pour acheter et libérer son fils de sept ans, Aquilla, né esclave dans une ferme voisine. On sait peu de choses sur la mère du garçon.

## Liberté
Yarrow a accumulé des économies de 200 $ et est devenu l'un des premiers investisseurs dans la banque à succès Columbia Bank de Georgetown. En 1800, il acheta un terrain situé au 3324 Dent Place NW à Georgetown, évalué à 30 $ par cotisation fiscale. Il a construit une maison en rondins sur le terrain. En 1816, la propriété avait une valeur imposable de 500 $ (~ 11,174 $ ). Yarrow vivait tranquillement des dividendes de ses actions bancaires. Il est resté un fervent musulman toute sa vie, priant régulièrement et évitant de consommer du porc et de l'alcool.
Le 23 mars 1821, Yarrow a prêté 170,85 $ (~ 3,756 $ en 2016 ) à un marchand blanc nommé William Hayman pour l'aider à acheter un entrepôt. Hayman n'a pas remboursé son prêt après la mort de Yarrow, mais Nancy Hillman, la fille de la sœur de Yarrow, a intenté une action en justice pour récupérer la perte en 1843. Elle a reçu 300 $ de la forclusion et de la vente de l'entrepôt en 1850.
Yarrow est décédé le 19 janvier 1823, à l'âge d'environ 86 ans. Selon sa nécrologie, rédigée par Charles Willson Peale, il a été enterré dans le coin de sa cour où il avait l'habitude de prier ; cependant, une fouille archéologique menée en 2015 n'a permis de découvrir aucun vestige,. La nécrologie de Peale a été publiée dans le Gettysburg Compiler et reproduite dans 38 journaux à travers les États-Unis, témoignant de l'histoire unique de la vie de l'esclave musulman africain devenu entrepreneur et propriétaire foncier.

## Descendance
Deux ans après la mort de son père, Aquilla a acheté une ferme dans le comté de Washington, dans le Maryland, et y a déménagé avec sa femme, Mary "Polly" Turner, sage-femme et ancienne esclave. La communauté de Yarrowsburg, dans le Maryland, a été nommée en son honneur. Son arrière-petit-neveu, Robert Turner Ford, est diplômé de l'Université Harvard en 1927.

## Portraits

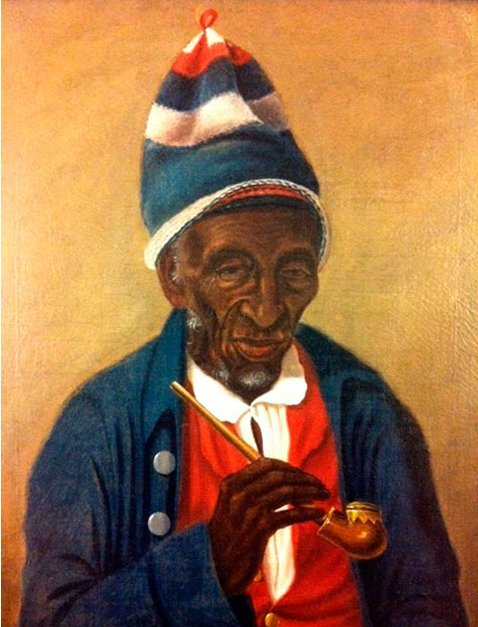
Portrait de Yarrow Mamout par James Alexander Simpson

Il existe deux portraits connus de Yarrow, peints par James Alexander Simpson et Charles Willson Peale. Peint en 1819, le portrait de Peale montrait Yarrow à l'âge de 83 ans, bien que la rumeur le situe à 134 ans. Simpson a peint le portrait de Yarrow en 1822,. Ils sont conservés dans les collections permanentes de la bibliothèque publique du district de Columbia (Simpson) et du Philadelphia Museum of Art (Peale). Simpson's a été exposé à la National Portrait Gallery en 2016. Dans ce portrait, Mamout porte un chapeau ressemblant à un kufi,,.

## Voir également
- Américains peulsFula Americans
- Américains peuls (en)
- Omar Ibn Saïd
- Ayuba Suleiman Diallo
- L'Islam aux États-Unis

## Lectures complémentaires
- (en) James H. Johnston, From Slave Ship to Harvard: Yarrow Mamout and the History of an African American Family, Fordham University Press, 2015 (ISBN 978-0-8232-3951-1, OCLC 887859367, lire en ligne)